# Оберстрой
Оберстрой (нім. Oberstreu) — громада в Німеччині, розташована в землі Баварія. Підпорядковується адміністративному округу Нижня Франконія. Входить до складу району Рен-Грабфельд. Складова частина об'єднання громад Мельріхштадт.
Площа — 22,60 км2. Населення становить 1488 ос. (станом на 31 грудня 2020).